# 青柳清孝
青柳 清孝（あおやぎ きよたか、1930年9月25日 - 2021年4月19日）は、日本の文化人類学者、国際基督教大学名誉教授。

## 略歴
東京生まれ。1954年東京都立大学人文学部卒業。同大学院博士課程満期退学。1956-1958年米国テネシー州ナッシュビルのフィスク大学に学ぶ。1980年「都市化と黒人ファミリー テキサスからロサンゼルスへ」で都立大文学博士。1970年国際基督教大学教養学部助教授、1976年教授、1996年退任、名誉教授、京都文教大学人間学部教授を務めた。妻は青柳まちこ。

## 著書
- 『黒人大学留学記 テネシー州の町にて』1964 中公新書
- 『アメリカの黒人家族』青木書店 1983
- 『ネイティブ・アメリカンの世界 歴史を糧に未来を拓くアメリカ・インディアン』古今書院 2006

### 共編
- 『先住民と都市 人類学の新しい地平』松山利夫共編 青木書店 1999

### 翻訳
- 『人間科学入門』祖父江孝男訳編, 青柳真智子共訳 学習研究社(ガッケン・ブックス. サイエンス・シリーズ)　1965
- W.G.サムナー『フォークウェイズ』(現代社会学大系 第3巻)園田恭一,山本英治共訳 青木書店 2005

## 論文
- <青柳清孝